# Polycarena capensis
Polycarena capensis är en flenörtsväxtart som först beskrevs av Carl von Linné, och fick sitt nu gällande namn av George Bentham. Polycarena capensis ingår i släktet Polycarena och familjen flenörtsväxter. Inga underarter finns listade i Catalogue of Life.